# IC 4255
IC 4255 је елиптична галаксија у сазвјежђу Хидра која се налази на листи објеката дубоког неба у Индекс каталогу.
Деклинација објекта је - 27° 21' 14" а ректасцензија 13h 28m 0,1s. Привидна величина (магнитуда) објекта IC 4255 износи 13,2 а фотографска магнитуда 14,2. IC 4255 је још познат и под ознакама ESO 509-20, MCG -4-32-20, DRCG 28-52, PGC 47209.